# Conceição (Paraíba)
Conceição is een gemeente in de Braziliaanse deelstaat Paraíba. De gemeente telt 18.260 inwoners (schatting 2022).

## Aangrenzende gemeenten
De gemeente grenst aan Bonito de Santa Fé, Diamante, Ibiara, Santa Inês, Santana de Mangueira, São José de Caiana, Mauriti (CE) en Serra Talhada (PE).

## Geboren
- Elba Ramalho (1951), zangeres en actrice